# ريد كارولين
ريد كارولين (بالإنجليزية: Reid Carolin)‏ هو منتج أفلام وكاتب سيناريو ومخرج أمريكي، ولد في 10 يناير 1982 في لاك فوريست في الولايات المتحدة.

## وصلات خارجية
- ريد كارولين على موقع IMDb (الإنجليزية)
- ريد كارولين على موقع ألو سيني (الفرنسية)
- ريد كارولين على موقع أول موفي (الإنجليزية)
- ريد كارولين على موقع بوكس أوفيس موجو (الإنجليزية)
- ريد كارولين على موقع قاعدة بيانات الأفلام السويدية (السويدية)
- ريد كارولين على موقع قاعدة بيانات الفيلم (الإنجليزية)
- ريد كارولين على موقع كينوبويسك (الروسية)